# Flavodon flavus
Flavodon flavus är en svampart som först beskrevs av Johann Friedrich Klotzsch, och fick sitt nu gällande namn av Leif Ryvarden 1973. Flavodon flavus ingår i släktet Flavodon och familjen Meruliaceae.   Inga underarter finns listade i Catalogue of Life.